# 博尼托峰國家公園
15°36′35″N 86°52′20″W / 15.60972°N 86.87222°W

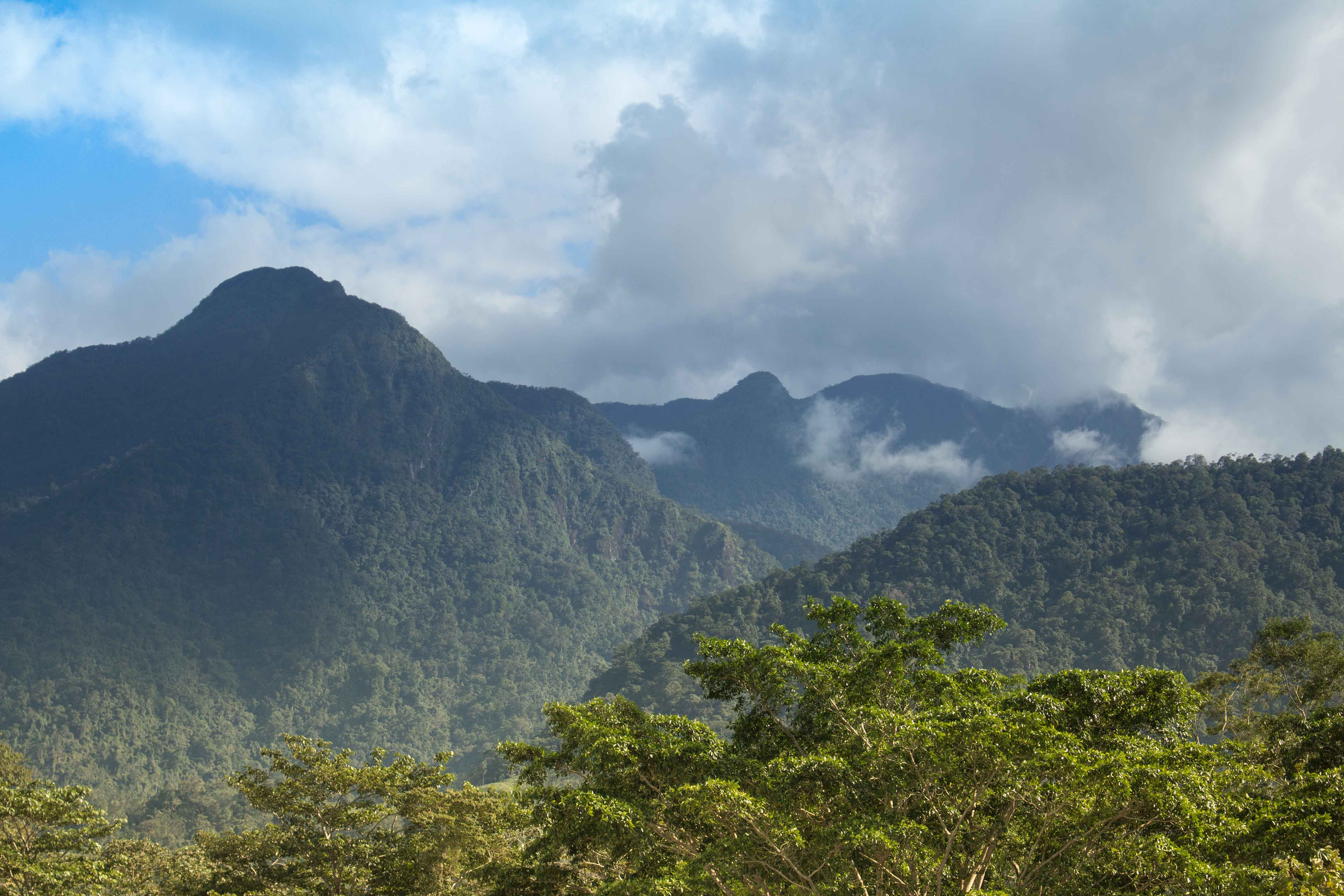

博尼托峰國家公園是洪都拉斯的國家公園，位於該國北部，處於拉塞瓦東南面，成立於1987年1月1日，面積564平方公里，最高點海拔高度2,435米。